# Gerhardus Zandberg
Gerhardus Zandberg (Pretoria, 23 aprile 1983) è un ex nuotatore sudafricano, specializzato nello stile dorso e libero. È stato campione iridato a Melbourne 2007 nei 50 m dorso e continentale ai Giochi panafricani di Algeri 2007 nelle staffette 4x100 m stile libero e nella 4x100 m misti.

## Biografia
Ha rappresentato il Sudafrica ai Giochi olimpici estivi di Atene 2004, classificandosi 13º nei 100 m dorso.
A mondiali di Melbourne 2007 ha vinto il titolo mondiale nei 50 m dorso.
Ai Giochi panafricani di Algeri 2007 ha vinto la medaglia d'oro nella staffetta 4x100 m stile libero, con Gideon Louw, Shaun Harris e Jean Basson, e in quella 4x100m misti, con Thaban Moeketsane, George du Rand e Gideon Louw.
Alle Olimpiadi di Pechino 2008, dove si è classificato 11º nei 100 m dorso e 7º nella staffetta 4x100 m stile libero.

## Palmarès
- Mondiali

Barcellona 2003: bronzo nei 50m dorso.
Melbourne 2007: oro nei 50m dorso.
Roma 2009: bronzo nei 50m dorso.
Shanghai 2011: bronzo nei 50m dorso.
- Mondiali in vasca corta

Manchester 2008: bronzo nei 50m sl.
- Giochi panafricani

Algeri 2007: oro nella 4x100m sl e nella 4x100m misti.
- Giochi del Commonwealth

Manchester 2002: argento nella 4x100m sl e bronzo nei 50m dorso.
Melbourne 2006: oro nella 4x100m sl.